# Лиелишкис, Удо
Удо Лиелишкис (родился 13 декабря 1953 года в Кельне) – немецкий журналист и бывший руководитель московской студии ARD.

## Карьера
Лиелишкиес вырос в Кельне и Мехерних-Коммерн. Он изучал экономику и социологию в Кельнском университете и одновременно журналистику в Кельнской школе журналистики. В 1980 году он стал бизнес-редактором радиостанции WDR, ранее работая на нее фрилансером. После того, как он был членом редакции транспорта, он кратко отвечал за объявления дорожной программы и автомобильные испытания, вскоре он работал редактором квинтэссенции Consumer Television и вёл утреннее шоу. В 1985 Лиелишкис становится владельцем журнала Markt на телеканале WDR.
В 1994 году он стал корреспондентом по Европе и НАТО в студии ARD в Брюсселе . В этот период также проходили опасные миссии в войне в Боснии и Косово при выводе сербских боевиков. В конце 1999 года Лиелишкиес перешел в московскую студию ARD в качестве корреспондента, где познакомился со своей будущей женой Катей . Во время пребывания в Москве он также писал о войнах в Чечне и Афганистане.

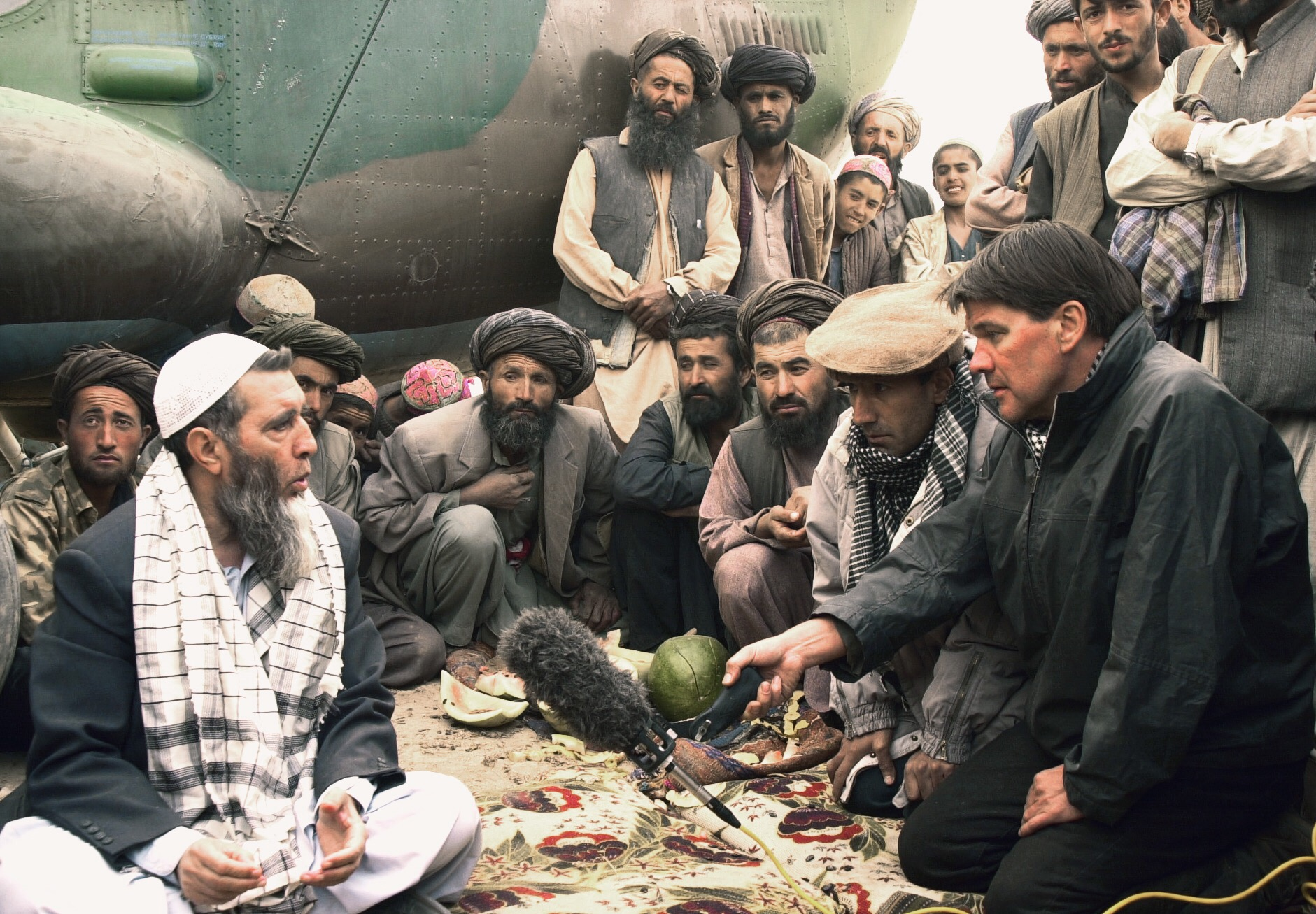
Интервью в Афганистане, в конце сентября 2001 года, с Саидом Нуррулой Иммамом, вице-президентом исламского движения Афганистана

Летом 2003 года за два месяца до ареста он взял интервью у бывшего главы ЮКОСа Михаила Ходорковского. Он назвал выдвинутые против него обвинения «абсурдными» (см. «Репортаж России»). Он воспринял обстоятельства судебного процесса против Ходорковского, которые, по его мнению, противоречили элементарным принципам верховенства закона, как возможность снять репортаж «Кремль, тюрьма и коррупция». Всего со времени его работы на студии ARD в Москве на соискание премии German TV Prize номинированы три фильма.
С 2006 года – телекорреспондент студии ARD в Вашингтоне, а с 1 июля 2007 года — заместитель ее директора. В августе 2012 года вернулся в Москву в качестве корреспондента. С апреля 2014 года до выхода на пенсию в сентябре 2018 года возглавлял московскую студию ARD. После своего отъезда Лиелишкис написал книгу «В тени Кремля – по дороге в путинскую Россию», которая была опубликована издательством Droemer-Knaur в октябре 2019 года.

## Документальные фильмы и репортажи
Помимо текущих репортажей, Лиелишкис в основном сосредоточился на более длинных репортажах и документальных фильмах (более 50), а также на фильмах для ARD Weltspiegel.
- Игры Путина. С факелом сквозь холодную Россию - документальный фильм ARD 27 января 2014 г. сценарий[3]
- Игры Путина - правда о Сочи Doku Arte 2014
- Наша Россия - Поездка по городу на чемпионат мира, репортаж, Das Erste, 26 мая - 10 июня 2018 г. (четыре части), с Палиной Рожински

## Неправильные отчеты
В репортаже по Восточной Украине для Tagesthemen от 20 мая 2014 года он ошибочно утверждал, что два человека были убиты сепаратистами. Когда он осознал ошибку после протестов публики (на самом деле мирные жители были убиты украинскими добровольцами под обстрелом), Daily Topics исправила ошибку и удалила репортаж из медиабиблиотеки.
В мае 2014 года на телеканале ARD Tagesschau был показан фальсифицированный киноматериал, иллюстрирующий сбитый вертолет недалеко от Славянска на востоке Украины. Кадр, взятый из видео на YouTube 2013 года, на самом деле показывает стрельбу в Сирии. Крушение вертолета под Славянском было проиллюстрировано видеокадрами из Сирии. Как менеджер студии, Лиелишкис извинился за эту ошибку.

## Личная жизнь
- Лиелишкис финансировал свое обучение в качестве инструктора по теннису[7].
- В свой 50-летний юбилей он женился на москвичке Кате и является отцом московских близнецов Юлии и Алексея и Натальи 2012 года рождения. Помимо родного немецкого, он также говорит на русском, английском и французском языках.

## Книги
Удо Лиелишкис: По дороге в путинскую России. Droemer Verlag, Мюнхен 2019, ISBN 978-3-426-27774-4 .

## Награды  и премии
- Премия Эрнста Шнайдера 1989 г. за небольшую статью: « То, что длится долго, - новые условия жизни страховщиков».
- 1998 номинация стажер. Фестиваль телевидения Монте-Карло: политики, крестные и извращенцы
- 1999 Золотой гонг для репортажей ARD из Брюсселя
- 1999 номинация. Телевизионный фестиваль Монте-Карло: крестные родители мясной мафии
- Номинация 2002 года на немецкую телевизионную премию "Лучший репортаж": Русская битва - конец репортера (ARD / WDR)
- Номинация на премию Немецкого телевидения 2004 года : лучший репортаж: Кремль, тюрьма и коррупция (ARD / WDR)
- Финалист 2005 г., обладатель премии Нью-Йоркских фестивалей: Кремль, тюрьма и коррупция
- 2005 номинация на немецкую телевизионную премию "Лучший репортаж": Do Swidanija - Прощай, Россия (ARD / WDR)
- 2005 Специальный приз. Фестиваль детективных фильмов и телепрограмм на правоохранительную тематику: Кремль, тюрьма и коррупция
- 2015 номинация. Телевизионный фестиваль Монте-Карло: Кровавая война в Украине - Побег из Иловайска

## Веб-ссылки
- Карьера Лиелишкеса и в WDR. Kölnische Rundschau, 9. Februar 2011
- Катюша или любовь в Москве. Kölner Stadt-Anzeiger, 25. März 2006
- Klaus Pesch: Клаус Пеш: Интервью: «Этот мальчик выглядит невозможным». Kölnische Rundschau,
- Архивировано {{{2}}}.